# 楊樹浦路駅
座標: 北緯31度15分12秒 東経121度30分47秒 / 北緯31.25333度 東経121.51306度
楊樹浦路駅（ようじゅほろえき）は上海市楊浦区に位置する上海地下鉄4号線の駅である。

## 駅構造

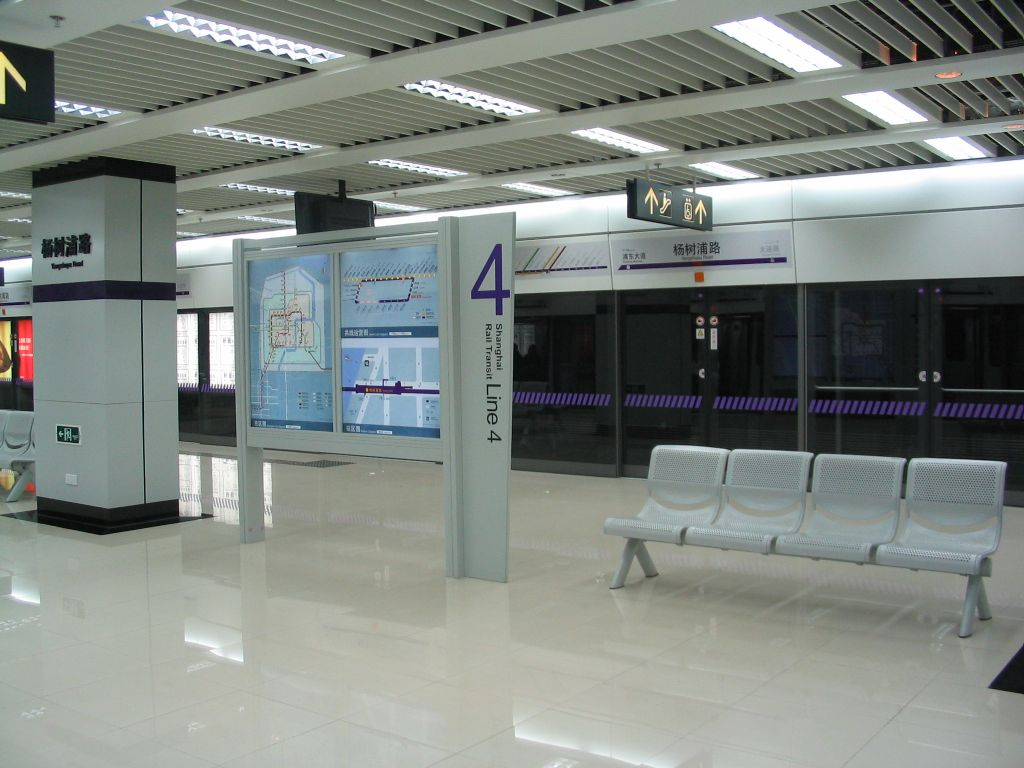
ホーム

島式ホーム1面2線を有する地下駅。

## 歴史
- 2005年12月31日 - 開業。

## 隣の駅
上海軌道交通
■4号線
大連路駅 - 楊樹浦路駅 - 浦東大道駅